# Hôtel Costes
A Hôtel Costes híres szálloda Párizsban. A St-Honore utca 239. szám alatt található, ismertsége a bároknak és az udvari kávézóknak köszönhető.
A szállodát Jacques García tervezte 1991-ben. Az épületben minden tervezett elem a maximalizmust mutatja, a „mindent vigyünk túlzásba” elv alapján tervezték meg. A szálloda képviseli a bőséget és a gazdagságot a városban.
A Hôtel Costest nem szabad összdekeverni a Costes K hotellel, ámbár ugyanaz a család üzemelteti mind a kettőt, de a második nem örvend akkora népszerűségnek, és nincs benne az elit körök helyeiben, mint a Hôtel Costes.

## Lounge stílusú lemezek
A Hôtel Costes továbbá kiad saját, luonge stílusú CD-ket, amelyek Stéphane Pompougnac DJ által játszott és kevert számokat tartalmaznak. Itt található meg az összes eddigi megjelent Hôtel Costes CD:
- Hôtel Costes, Vol. 1: France et Choiseul
- Hôtel Costes, Vol. 2: La suite
- Hôtel Costes, Vol. 3: Étage 3
- Hôtel Costes, Vol. 4: Quatre
- Hôtel Costes, Vol. 5: Cinq
- Hôtel Costes, Vol. 6
- Hôtel Costes, Vol. 7: Sept
- Hôtel Costes, Best Of Costes
- Hôtel Costes, Vol. 8
- Hôtel Costes, Vol. 9
- Hôtel Costes, Vol. 10: X
- Hôtel Costes, Vol. 11
- Hôtel Costes, Vol. 12
- Hôtel Costes, A Decade: 1999-2009

## Fordítás
- Ez a szócikk részben vagy egészben  a   Hôtel Costes című angol Wikipédia-szócikk fordításán alapul.  Az eredeti cikk szerkesztőit annak laptörténete sorolja fel. Ez a jelzés csupán a megfogalmazás eredetét és a szerzői jogokat jelzi, nem szolgál a cikkben szereplő információk forrásmegjelöléseként.